# BYD Song Max
Le BYD Song Max est un modèle de monospace développé par BYD.

## Histoire
BYD a publié des images en avant-première du BYD Song Max en avril 2017. En septembre 2017, le BYD Song Max a été lancé le marché chinois.

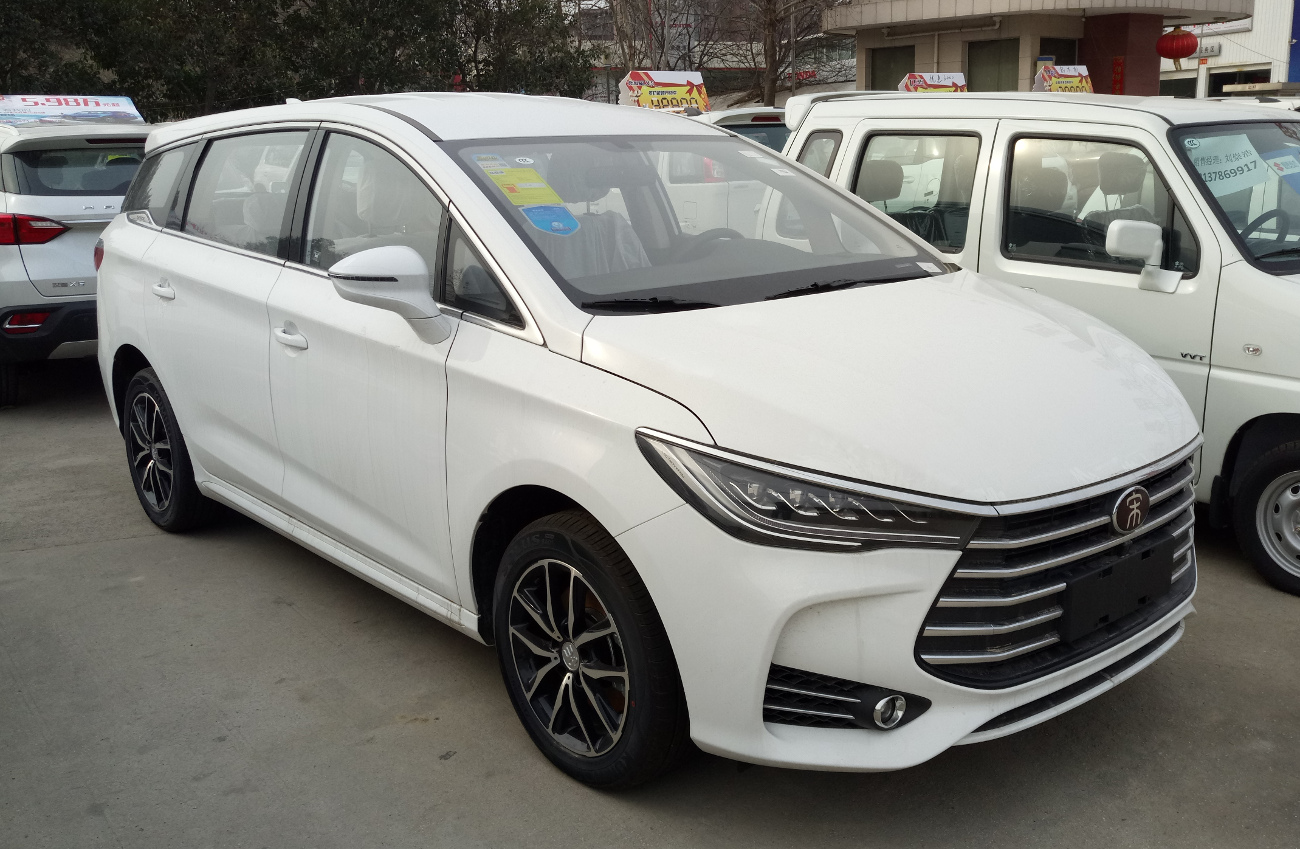
BYD Song Max vue avant
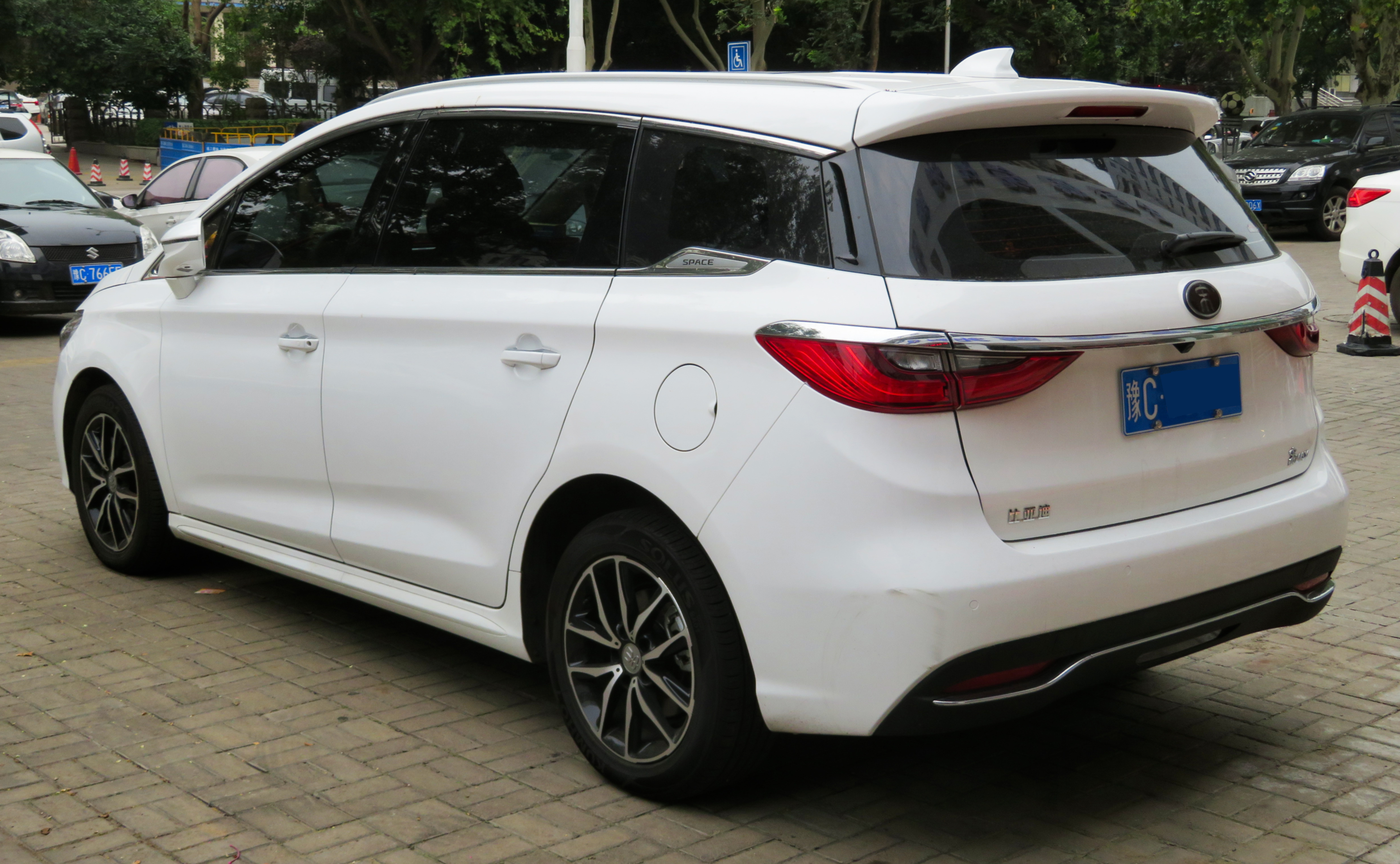
BYD Song Max vue arrière

### Groupe motopropulseur
Un seul moteur était proposé au lancement. Un moteur essence 1,5 litre turbocompressé capable de produire avec une boîte de vitesses manuelle à 6 vitesses ou une boîte de vitesses DCT à 6 vitesses.

### Lifting de 2021
Le Song Max a reçu un lifting en août 2020 pour le modèle de 2021. Il comprend une refonte mineure pour le pare-chocs avant et une extrémité arrière redessinée. La mise à jour intérieure comprend un écran de 33 cm dans la console centrale et des configurations 6 places 2+2+2 et 7 places 2+3+2. Le modèle mis à jour est propulsé par un moteur 4 cylindres en ligne turbo de 1,5 litre produisant une puissance maximale de 160 ch et 245 N m. La transmission est une boîte de vitesses DCT à 6 rapports,.

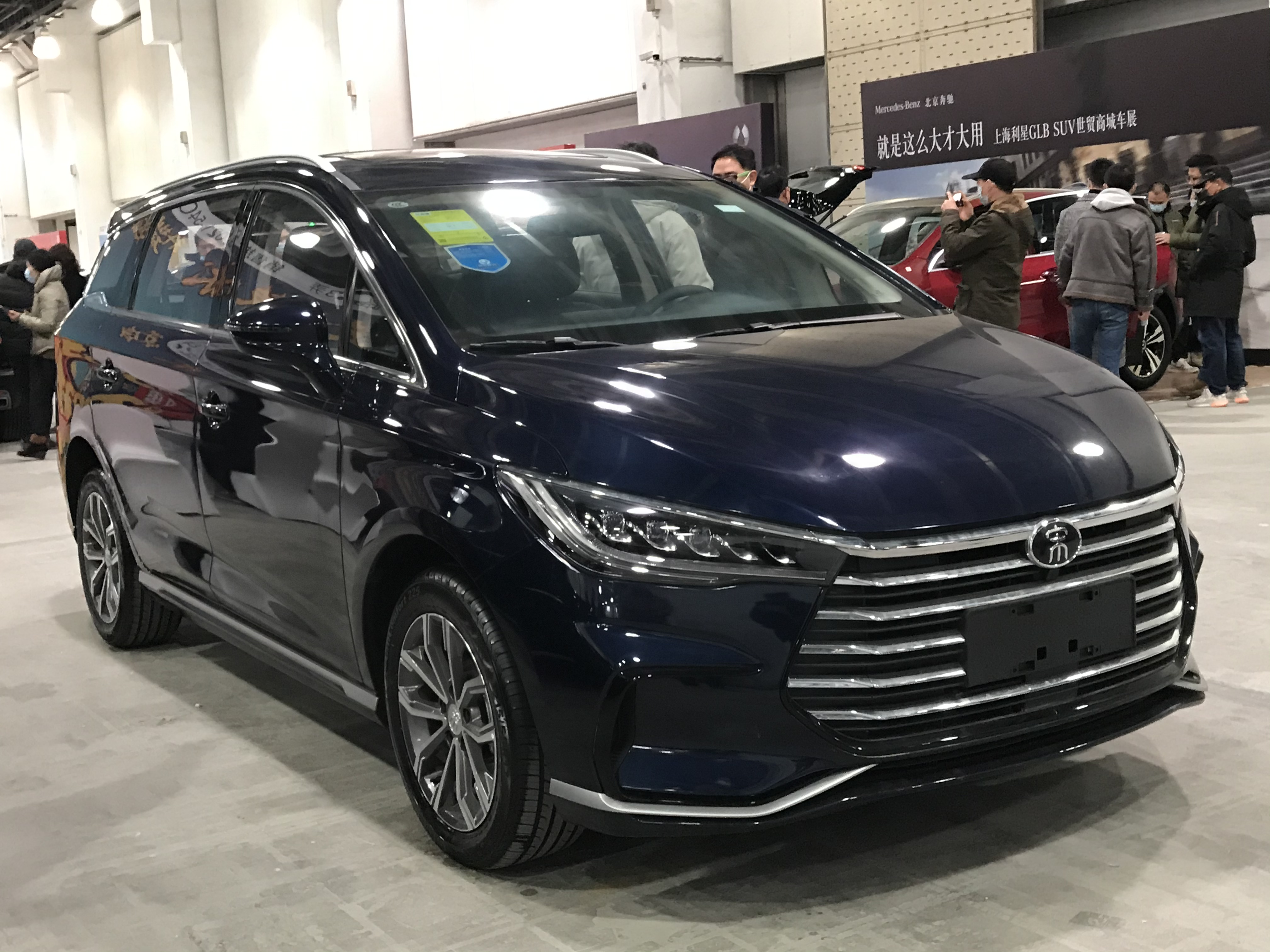
BYD Song Max de 2021 vue avant
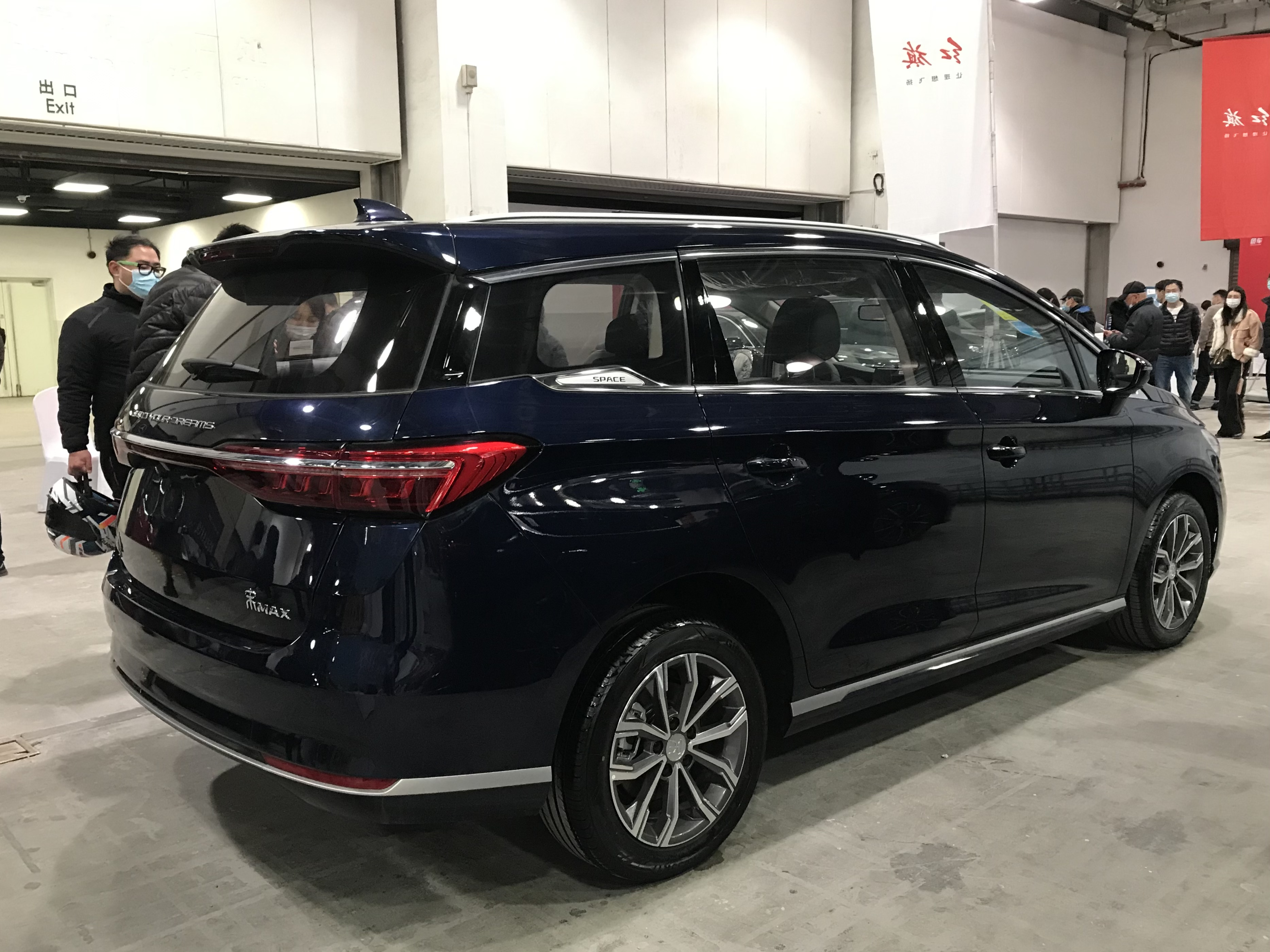
BYD Song Max de 2021 vue arrière

## Song Max DM et Song EV
Tout comme la voiture compacte F3DM, le prototype F6DM et le Song Pro, BYD a lancé le Song Max DM PHEV et le Song Max EV en avril 2019 lors du Salon de l'auto de Shanghai 2019. Le DM présente une calandre comportant plusieurs bandes chromées placées horizontalement, tandis que celle du Song MAX EV se compose de plusieurs rectangles.

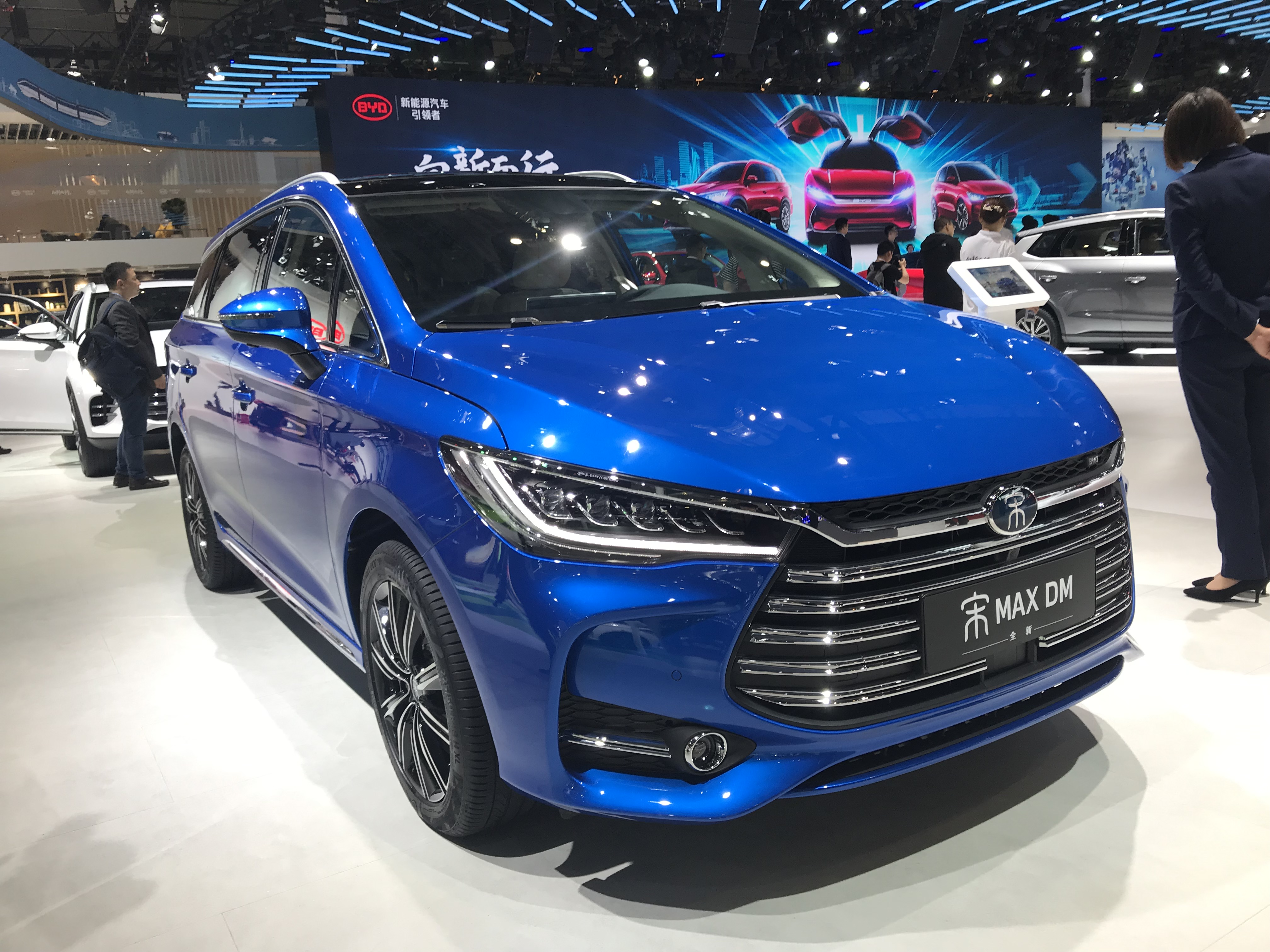
BYD Song Max DM vue avant